# Wolfchant
Wolfchant — німецька фолк-метал-група, заснована в 2003 році. Згідно з Allmusic, незважаючи на своє походження, надихається скандинавськими легендами. На наступний рік після заснування були створені два демозаписи The Fangs of the Southern Death (2004) і The Herjan Trilogy (2004), які допомогли колективові закласти в основу свого звучання поєднання вокалу в дусі блек-металу і велику кількість гітарних тонів. Дебютний альбом Bloody Tales of Disgraced Lands (2005) отримав визнання критиків, за ним слідувавA Pagan Storm (2007). Для видання третього альбому Determined Damnation (2009) групі вдалося отримати контракт з Massacre Records, до того ж склад гурту було розширено новими учасниками.Дітер Касбергер і Майкл Зайферт виступали на «Determined Damnation» (2009) в якості запрошених музикантів, перш ніж приєднатися до Wolfchant в якості постійних членів з псевдонімами Gvern і Nortwin, відповідно.

## Склад

### Учасники
- Lokhi (Mario Lokhi Möginger) – гроулінг
- Skaahl (Mario Liebl) – лед-гітара
- Nortwin (Michael Seifert) – чистий вокал
- Sertorius (Stephan Tannreuther) – бас
- Gorthrim – ритм-гітара
- Lug (Thomas Schmidt) – ударні

## Дискографія
- The Fangs of the Southern Death (2004)
- The Herjan Trilogy (EP) (2004)
- Bloody Tales of Disgraced Lands (2005) [3]
- A Pagan Storm (2007)[4][5]
- Determined Damnation (April 24, 2009)[6]
- Call Of The Black Winds (2011)
- Embraced by Fire (2013)
- Bloodwinter[7]